# المدمرون (رواية)
المدمرون هي رواية غامضة صدرت عام 1958 للكاتب الأمريكي روس ماكدونالد، وهي الكتاب السابع في سلسلة لو آرتشر.

## ملخص القصة
يتم تعيين «آرتشر» من قبل المريض العقلي الهارب «كارل هولمان» للتحقيق في وفاة والديه الأثرياء وذوي النفوذ. توفيت والدته غرقا قبل عدة سنوات، وتوفي والده، عضو مجلس الشيوخ، مؤخرا. يدعي كارل أن شقيقه الأكبر أرسله إلى مستشفى للأمراض العقلية لمنعه من كشف أسرار العائلة المظلمة، وهرب للاتصال بآرتشر. يموت شقيق كارل في حادث إطلاق نار يُلقى باللوم فيه على كارل، وتبدأ مطاردة كارل عبر بساتين البرتقال الشاسعة التابعة للعائلة والممتلكات المحيطة. كلما قام «آرتشر» بالتحقيق أكثر، كلما وجد المزيد من المشتبه بهم في الوفيات الثلاثية التي تطارد عائلة «هالمان».
العنوان مأخوذ من قصيدة إلى طفل فقير لم يولد بعد للكاتب توماس هاردي:
لا تتنفس، أيها القلب المختبئ: توقف بصمت، / وعلى الرغم من أن ساعة ميلادك تناديك، / نم نومًا طويلًا: كومة الموتى / المتاعب والمراهقون من حولنا هنا / وأشباح الزمن تحول أغانينا إلى خوف.
تعكس القصيدة صعوبة الهروب من الوضع الذي ولدنا فيه، وهو الموضوع الأساسي لكتاب ماكدونالد.

## النقد
تتفق العديد من المصادر على أن هذا الكتاب يمثل نقطة تحول في السلسلة، حيث تخلى ماكدونالد عن تقليده لريموند تشاندلر وداشييل هاميت ووجد صوته الخاص. كما أنه يشير أيضًا إلى أن لو آرتشر رجل مهتم بفهم المجرم أكثر من اهتمامه بالقبض عليه. وصف ماكدونالد المدمرون وخليفته، قضية غالتون (1959)، بأنهما الكتب التي شعر فيها بعد عقد من العمل كروائي محترف بالرضا التام عن كتاباته.
كتب في صحيفة نيويورك تايمز، حيث وصف الناقد أنتوني باوتشر الكتاب بأنه دراسة «للخيوط المعقدة التي تشكل المسؤولية والعذاب»، و«تحليل رحيم وقاس في نفس الوقت، يعطي البعد والمعنى للغز القتل الذي يتميز بخطى جيدة بشكل غير عادي.»